# Agnes Kittelsen
Agnes Kittelsen (Kristiansand, 20 mei 1980) is een Noors actrice. Zij is bekend om haar rol als Tikken in de film Max Manus waarvoor zij in 2009 de Noorse filmprijs Amanda kreeg voor de beste vrouwelijke bijrol. 

## Filmografie
- Bagasje (2005)
- Max Manus: Man of War (2008)
- Luftslottet som sprängdes (2009, niet op aftiteling)
- Sykt lykkelig (2010)
- Reisen til julestjernen (2012)
- Kon-Tiki (2012)

## Televisieseries
- Skolen (2004)
- Brødrene Dal og mysteriet med Karl XIIs gamasjer (2005), 8 afleveringen
- Honningfellen (2008)
- Dag (2010-2011), 20 afleveringen
- The Half Brother (2012)
- Exit (2019-2021)
- Between us

## Privé
Kittelsen is sinds 2016 gehuwd met de Zweedse muzikant Lars Winnerbäck. Ze hebben samen een dochter. Uit een eerdere relatie heeft ze een zoon.